# El Sobrante (okrug Riverside, Kalifornija)
El Sobrante je naseljeno područje za statističke svrhe u američkoj saveznoj državi Kalifornija. Prema popisu stanovništva iz 2010. u njemu je živjelo 12,723 stanovnika.